# Horn (Ärmelkanal)
Der Horn ist ein Küstenfluss in Frankreich, der im Département Finistère in der Region Bretagne verläuft. Er entspringt im Gemeindegebiet von Plouvorn, entwässert mit mehreren Richtungswechseln generell nach Norden und mündet nach rund 27 Kilometern bei Pont Bihan, an der Gemeindegrenze von Santec und Plougoulm in den Ärmelkanal. Unterhalb von Pont Bihan bildet er eine rund einen Kilometer lange schmale Bucht von Typ Ria, die südlich des Weilers Dossen (Gemeinde Santec) das offene Meer erreicht.

## Orte am Fluss
(in Fließreihenfolge)
- Plouvorn
- Plouénan
- Pont Bihan, Gemeinde Plougoulm